# Alla Sosnickaja
Alla Arkad'evna Sosnickaja (in russo Алла Аркадьевна Сосницкая?; Mosca, 10 aprile 1997) è una ginnasta russa, membro della nazionale di ginnastica artistica russa.
I suoi attrezzi di punta sono il volteggio e il corpo libero. Ha vinto la medaglia di bronzo con la squadra ai Campionati Europei di Sofia 2014 e ai Campionati del Mondo di Nanchino 2014.
È allenata da Marina Uljankina, che allena anche altre ginnaste della nazionale russa come Marija Paseka, Viktorija Kuz'mina, e Seda Tutchaljan.

## Carriera sportiva

### Carriera junior
La Sosnickaja compete ai Campionati Nazionali russi nel 2012 piazzandosi ottava al corpo libero.

### 2013: Gymnasiade
Debutta nella categoria senior ai Campionati Nazionali russi dove vince la medaglia d'argento con la squadra. Il debutto internazionale avviene invece alla World Cup ad Anadia, dove si piazza ottava al volteggio.
Alla Russian Cup nel mese di agosto vince la medaglia d'oro al corpo libero, d'argento nel concorso individuale, di bronzo al volteggio e alle parallele. Si classifica inoltre quarta alla trave e con la squadra.
Alla World Cup ad Osijek nel mese di settembre si classifica quarta al volteggio e alle parallele.
In ottobre, viene scelta per far parte della squadra russa per l'Élite Gym Massilia. La squadra russa vince la medaglia d'argento e individualmente vince l'oro al volteggio.
Compete poi alla Gymnasiade 2013 a Brasilia, vincendo l'oro con la squadra e nel concorso individuale, l'argento al volteggio, e classificandosi quinta alle parallele e a ottava al corpo libero.

### 2014: Campionati Nazionali; Campionati Europei di Sofia; Russian Cup; Campionati del mondo di Nanchino
La Sosnickaja compete ai Campionati Nazionali russi in aprile. Vince la medaglia d'oro al volteggio, l'argento con la squadra, nel concorso individuale e al corpo libero. Vince anche la medaglia di bronzo alle parallele e si classifica quinta alla trave.
Viene convocata a far parte della squadra nazionale russa per i Campionati Europei di Sofia 2014 dove vince il bronzo con la squadra. Si classifica inoltre quarta al volteggio e sesta al corpo libero.
Nel mese di agosto compete alla Russian Cup contribuendo all'oro della squadra di Mosca. Vince anche la medaglia d'oro al volteggio.
Viene scelta per far parte della squadra nazionale russa per i Campionati mondiali di Nanchino. Vince la medaglia di bronzo con la squadra e si qualifica per la finale al volteggio e per la finale individuale. Chiude la finale del concorso generale in settima posizione, consacrandosi così come una delle migliori ginnaste al mondo. Al volteggio si classifica invece in quarta posizione.
La Sosnickaja continua a competere anche dopo Nanchino. Alla Coppa del Mondo di Stoccarda a fine novembre, mostra un esercizio al corpo libero incrementato in difficoltà ma finisce sesta nel concorso generale.

### 2015: Campionati Nazionali Russi; Infortunio
La Sosnickaja compete ai Campionati Nazionali Russi in marzo, vincendo l'oro al volteggio e nel concorso a squadre e l'argento nel concorso individuale. Si classifica ottava alla trave; sostituisce una compagna di squadra nella finale al corpo libero, chiudendo settima.
Viene scelta per concorrere nel concorso individuale ai Campionati Europei, si infortuna però durante la prova podio ed è costretta a ritirarsi dalla competizione.